# Autokino

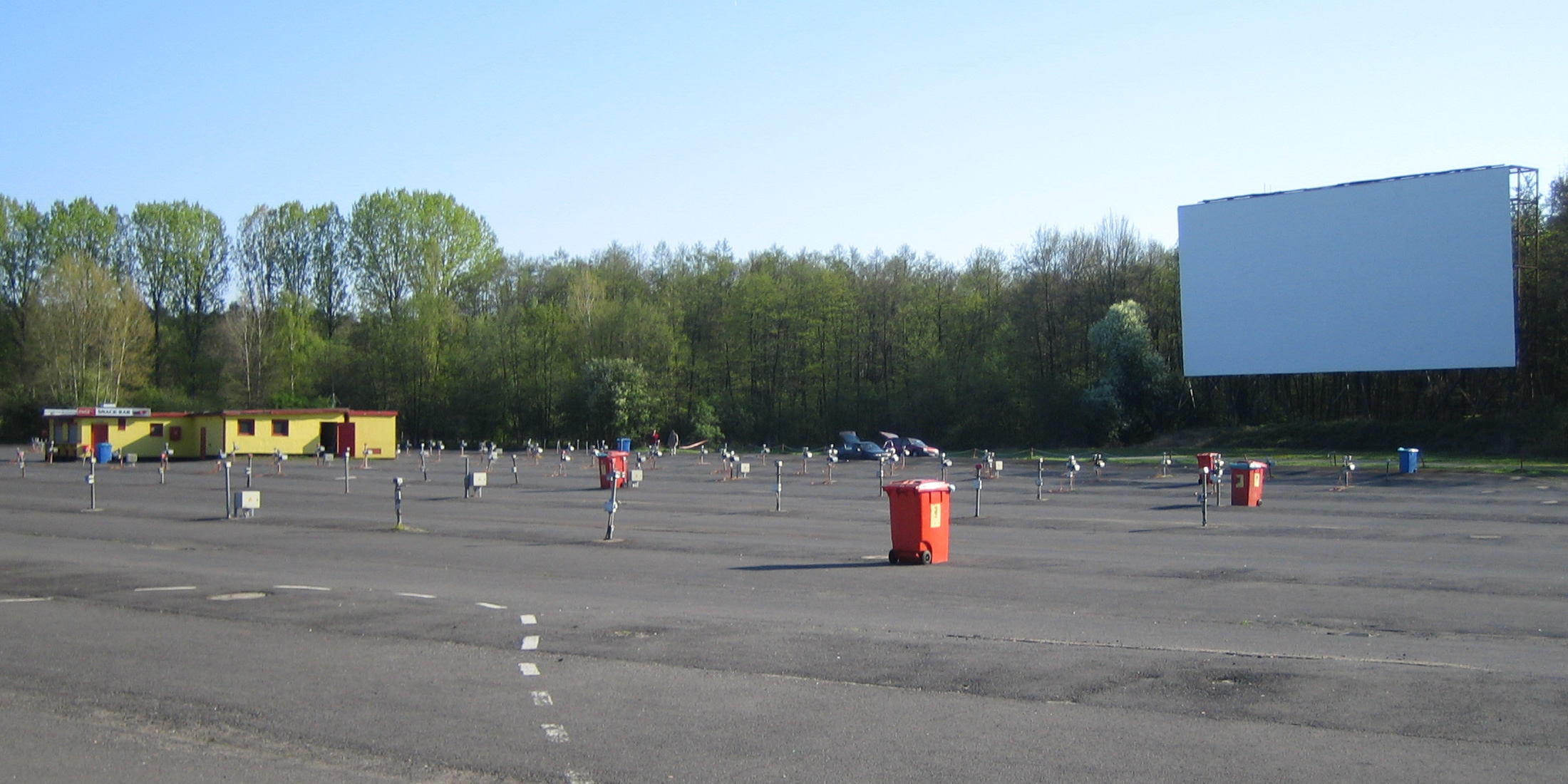
Autokino Gravenbruch in Neu-Isenburg (2005)

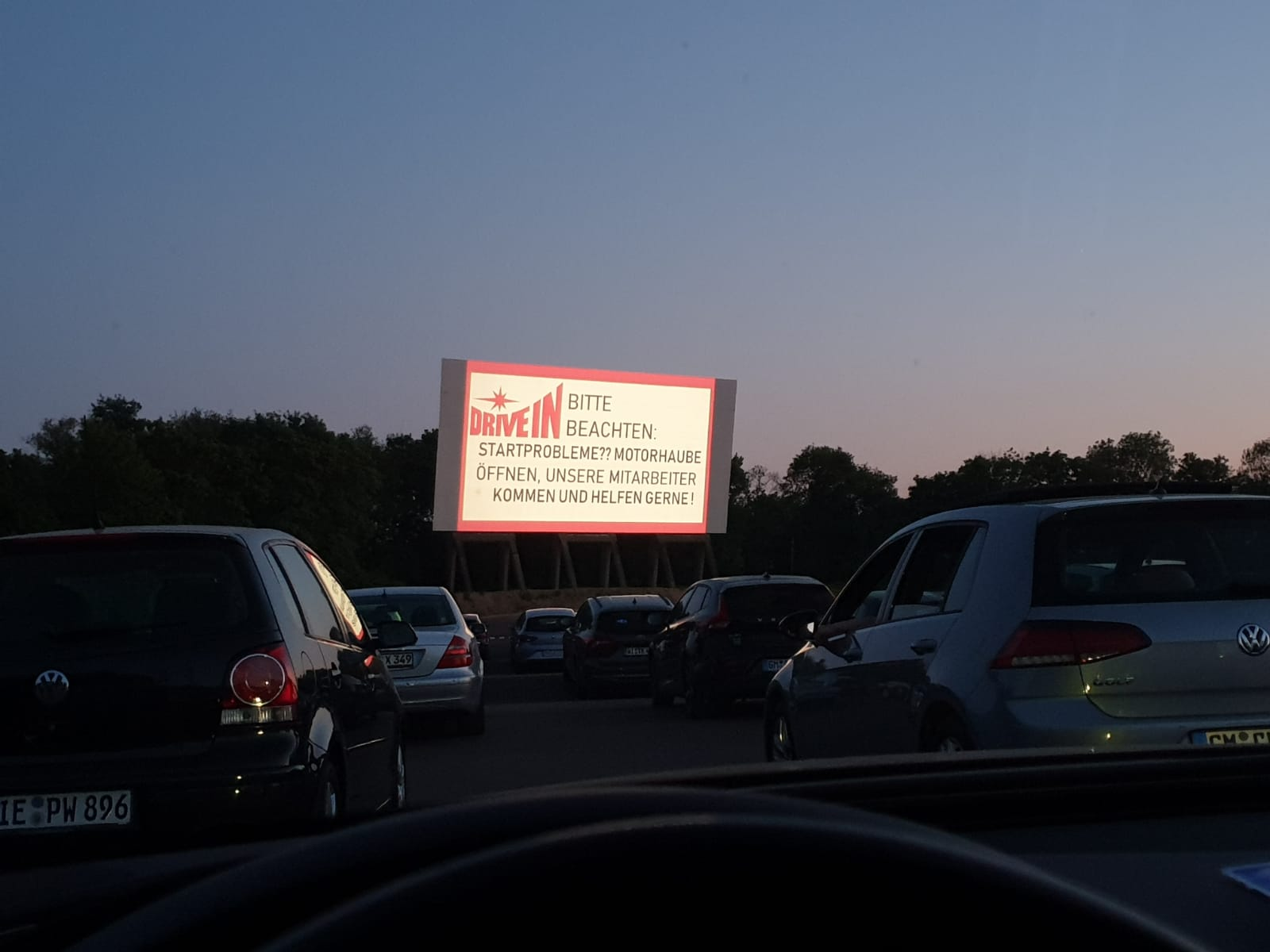
Autokino Köln in Köln-Porz (2020; seit 2025 geschlossen)

Ein Autokino ist ein Freiluftkino, dessen Bildwand vom Auto auf den vorgesehenen Stellplätzen aus zu sehen ist. Das erste Autokino wurde 1933 in den USA eröffnet, dort erreichte es weite Verbreitung und Kultstatus in den 1950er und 1960er Jahren. In Deutschland lag die Blütezeit des Autokinos zwischen der zweiten Hälfte der 1960er und den frühen 1980er Jahren. Heutzutage gibt es nur noch vergleichsweise wenige stationäre Autokinos, die allerdings ihre feste Anhängerschaft haben.

## Geschichte des Autokinos

### USA

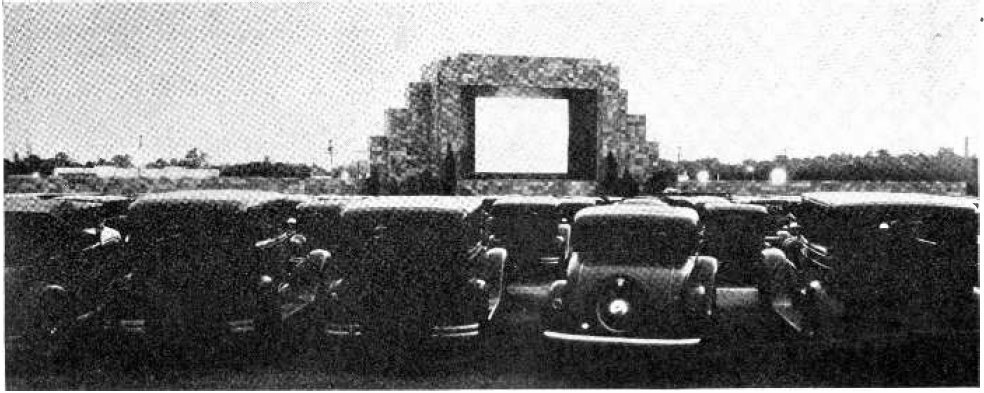
Das erste Autokino, Pennsauken, New Jersey, 1933

Waren die ersten Kinos in den 1900er Jahren noch Jahrmarktsattraktion, so fanden Lichtspielhäuser seit den 1910er Jahren einen festen Platz im Zentrum der Großstädte. Gleichzeitig gewann das Automobil in den USA an Verbreitung. Seit 1908 auf dem Markt wurden vom ersten in Massenproduktion hergestellten Auto, dem Ford Modell T, bis 1927 bereits 15 Millionen Wagen verkauft.
Vor dem Hintergrund dieser aufblühenden Technologien eröffnete Richard Hollingshead Jr., der Besitzer einer von seinem Vater gegründeten Firma für Autopflegemittel, am 6. Juni 1933 das weltweit erste Autokino vor den Toren seiner Heimatstadt Camden, New Jersey. Gezeigt wurde der Film Wife Aware, eine Produktion, die in der Geschichte des Films keine größere Rolle spielte. Als Projektionsfläche verwendete Hollingshead keine Leinwand, sondern eine große, geweißte Steinmauer. Die Beschallung erfolgte über drei große Lautsprecher, so dass der Ton noch mehrere Kilometer entfernt zu hören war. Das Camden Drive-In Theatre bot 335 Fahrzeugen Platz, wurde allerdings schon nach drei Jahren wieder geschlossen. Die Zeitschrift Die Woche berichtete von den Lehren, die man aus den Lärmproblemen dieses ersten „Freiluft-Kinos“ zog: „Weil die Lautstärke aber für die Nachbarschaft störend wirkte, wurden zu Los Angeles in letzthin eingerichteten Kinos gleicher Bestimmung 400 kleine Lautsprecher verwendet. Sie hängen jeweils vor dem Kühler der Wagen, und ihre Stimme läßt sich zwar von deren Insassen gut hören, weiter jedoch nicht.“ ()
Die Idee wurde aufgenommen. Jedoch in den von Wirtschaftskrisen und dem Zweiten Weltkrieg geprägten unsicheren Zeiten wurden nur wenige Autokinos eröffnet. 1942 gab es etwa 100 Autokinos in den USA. Mit der wachsenden Mobilität erreichten die Ozoners, wie sie in den USA oft genannt wurden, dann in den 1950er und frühen 1960er Jahren den Höhepunkt ihrer Popularität. In dieser Zeit gab es allein in den USA rund 4000 Autokinos, und viele konventionelle Kinos in den Innenstädten mussten aufgrund der Konkurrenz in den Vorstädten schließen.
Beliebt war das Autokino wegen seiner günstigen Eintrittspreise zum einen bei Familien, die auch zu schätzen wussten, dass die Betreiber auf dem Gelände Imbissstände und Spielplätze errichteten, was Autokinos zu einem beliebten Ausflugsziel an Wochenenden machte. Auch junge Liebespärchen, die bevorzugt die letzte Wagenreihe – die love lane – anfuhren, genossen die Privatsphäre des eigenen Autos. Autorennen und Schmuseorgien in Autokinos waren bei den Jugendlichen in dieser Zeit ein rebellischer Ausdruck gegen die Moralität und Prüderie der US-amerikanischen Erwachsenenwelt. Vielerorts ist immer noch ein Kuss in der Öffentlichkeit verpönt. Besonders beliebt bei Jugendlichen waren Horrorfilme, die zahllose Momente boten, in denen die Freundin bei ihrem Begleiter Schutz suchen konnte.

### Europa
In Europa setzte sich das Autokino in dieser Anzahl nicht durch, vom US-amerikanischen Autokult war kaum etwas zu spüren. Zudem erhielten die Betreiber meist nur die Rechte zur Zweitverwertung von Filmen, so dass neue Produktionen erst sechs bis acht Wochen nach dem eigentlichen Kinostart gezeigt werden konnten. Am 2. September 1957 eröffnete in Castelfusano bei Rom das erste Autokino Europas.

#### Deutschland

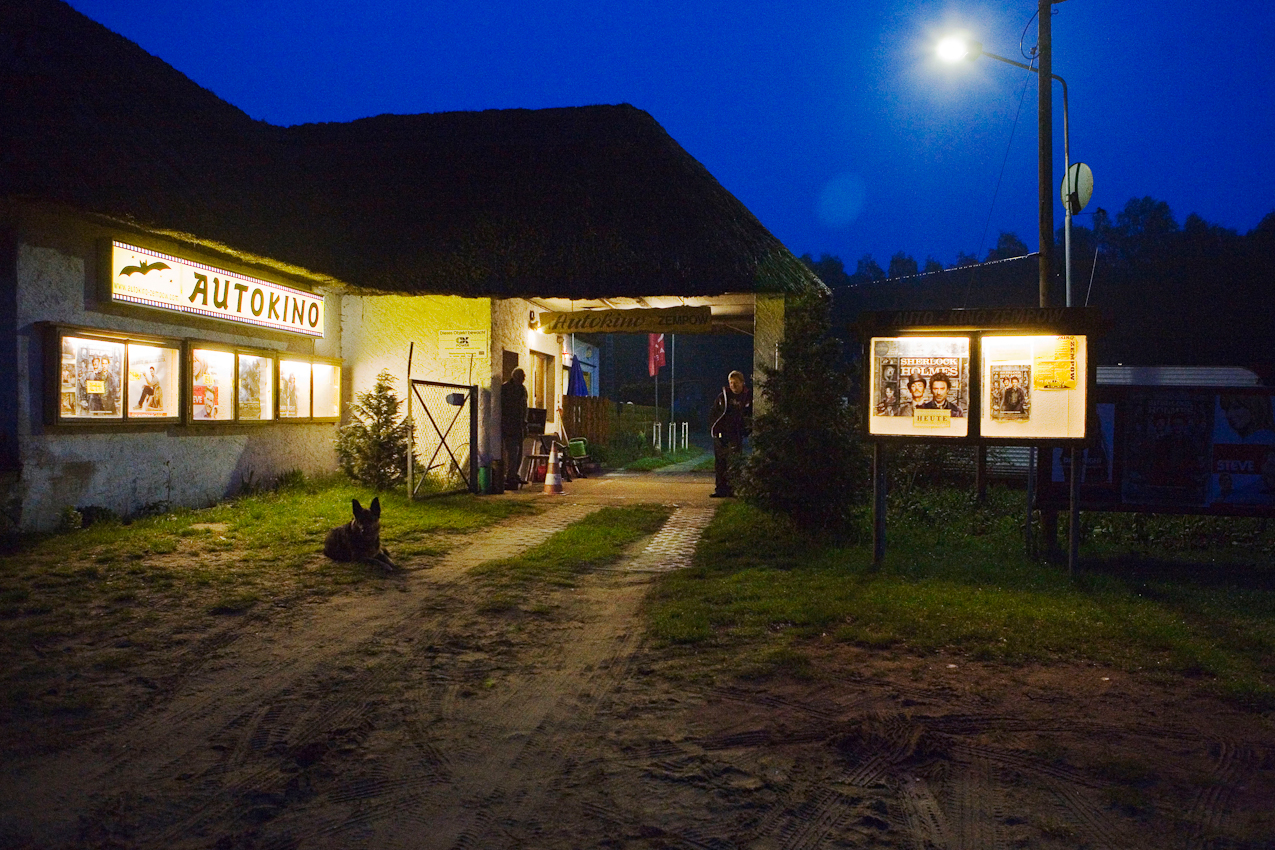
Das Autokino in Zempow, bis zur Wiedervereinigung das einzige Autokino auf dem Gebiet der Deutschen Demokratischen Republik

1954 scheiterte in Erlangen der erste Versuch, Autokinos nach Deutschland zu bringen. Erst am 30. März 1960 wird durch Hermann Franz Passage in Gravenbruch nahe Frankfurt am Main das erste deutsche Autokino eröffnet, welches bis heute besteht. Weitere sechs Jahre sollten vergehen, bis im September 1966 in Berlin-Siemensstadt durch die Olympic-Kinobetriebsgesellschaft ein zweites Autokino auf deutschem Boden eröffnet wurde, welches in den frühen 1980er Jahren dem Bau des Heizkraftwerkes Reuter West weichen musste. Am 18. August 1967 folgte in Köln-Porz das dritte Autokino Deutschlands und zugleich das erste in Nordrhein-Westfalen. Es schließt zum 31. Oktober 2024. In den nächsten Jahren sollten Dutzende weitere folgen, wobei es sogar zu Wettläufen der Betreiber darum kam, wer das erste Autokino einer Region eröffnet, z. B. zwischen der Ufa in Gelsenkirchen und der Olympic-Kinobetriebsgesellschaft in Essen-Bergeborbeck um den Titel „Erstes Autokino im Ruhrgebiet“. Dieser Trend setzte sich bis Ende der 1970er Jahre fort und schwächte bis zur Mitte der 1980er Jahre langsam ab. Auf dem Gebiet der DDR blieb das 1977 eröffnete Autokino Zempow (Wittstock/Dosse in Brandenburg) bis zur Wiedervereinigung auch das einzige.
Der Höchststand wird mit zwischen 23 und ca. 40 angegeben, wobei beide Angaben sich auf die 1970er Jahre beziehen. Die Zahl von 23 erscheint vor dem Hintergrund der annähernd vollständigen Erfassung aller ehemaligen und aktuellen Autokinos plausibler. Es gab und gibt jedoch auch Autokinos mit mehreren Bildwänden, womit Abweichungen nach oben erklärbar sind, da die Primärquellen – zumeist die Filmförderungsanstalt – die Anzahl der Säle und damit Bildwände publizieren und weniger die Anzahl der Standorte.
Ab Mitte der 1980er Jahre kehrte sich das Wachstum in einen Rückgang um, es gab nun mehr Schließungen als Neueröffnungen, darunter auch eines der bekanntesten und populärsten, das Autokino beim Freizeitpark Minidomm in der Nähe von Düsseldorf. Die Gründe dafür sind vielfältiger Natur, beginnend mit der für die Autokinos schädlichen Sommerzeit im Jahre 1980. Da mit Projektionstechnik erst nach Einbruch der Dunkelheit gearbeitet werden kann, mussten die Autokinos den Beginn der ersten Vorstellung in den Frühjahrs- und Herbstmonaten von ca. 20 Uhr auf 21 Uhr, im Sommer sogar auf 22 Uhr verschieben. Durch den späten Start der ersten Vorstellung waren nun nur noch zwei statt vorher teilweise drei Vorstellungen an einem Abend bei ausreichender Besucherzahl möglich, gleichzeitig lag schon die erste Vorstellung für viele Berufstätige während der Woche zu spät. Zusätzlich waren die Autokinos genauso wie die klassischen Kinos von der Einführung des Privatfernsehens ab 1984 und der Entscheidung im Formatkrieg Mitte der 1980er Jahre betroffen. Nach dessen Entscheidung zugunsten von VHS blieben immer mehr Zuschauer den Kinos fern und schauten sich Filme stattdessen als Heimvideos auf dem heimischen Fernseher an.
In den ersten zehn Jahren nach der Wende und Wiedervereinigung verlief die Entwicklung der Autokinos in den alten und neuen Bundesländern gegensätzlich. Während sich deren Niedergang im Westen in abgeschwächter Form fortsetzte, entstanden auf dem Gebiet der neuen Bundesländer zahlreiche neue. In den alten Bundesländern wären sogar noch deutlich mehr Autokinos geschlossen worden, wenn sie nicht von der Werbe- und Filmbetriebsgesellschaft des Starnberger Stadtrates Walter H. Jann aufgekauft und durch Automärkte um ein zweites Standbein ergänzt worden wären. So erwarb Walther H. Jann z. B. die Autokinos in Aschheim bei München, Essen-Bergeborbeck, Gravenbruch, Hannover Messe, Hamburg-Billbrook, Köln-Porz, Kornwestheim bei Stuttgart und Nürnberg-Marienberg, von denen er fünf bis heute erhalten konnte und keines aus rein wirtschaftlichen Gründen schließen musste.
Nach der Jahrtausendwende holte die allgemeine Entwicklung auch die neuen Autokinos der neuen Bundesländer ein, für diese meist nur kleinen und oft ländlich gelegenen Standorte waren auch die Kosten für die Digitalisierung schwerer zu verkraften als für die etablierten, großen und ganzjährig öffnenden Autokinos im Westen. Zusätzlich mussten auch eigentlich rentable Autokinos – z. B. das DriveIn Autokino Nürnberg – schließen, da sich deren Gelände nun gewinnbringender verpachten ließen. Weitere Autokinos – z. B. das DriveIn Autokino Hamburg-Billbrook – fielen der Politik zum Opfer oder sind – wie das DriveIn Autokino Essen-Bergeborbeck – durch entsprechende Kampagnen in ihrem Bestand bedroht.
Im Jahr 2020 gab es in Deutschland noch 12 Autokinos mit insgesamt 17 Bildwänden, namentlich die fünf dauerhaften Autokinos in Aschheim (Zwei Bildwände), Essen (Eine Bildwand), Gravenbruch (Zwei Bildwände), Köln-Porz (Eine Bildwand) und Kornwestheim (Zwei Bildwände), sowie die sieben saisonalen Autokinos in Ahlbeck, Berlin-Schönefeld, Geyer, Koserow, Langenhessen (Drei Bildwände), Leipzig und Prora/Binz. Lediglich als kurze Events stattfindende
Autokinos fließen nicht in die Kennzahlen der Filmförderungsanstalt ein.
| Entwicklung der Autokinos in Deutschland von 1960 bis 2001                                          | Entwicklung der Autokinos in Deutschland von 1960 bis 2001 | Entwicklung der Autokinos in Deutschland von 1960 bis 2001 | Entwicklung der Autokinos in Deutschland von 1960 bis 2001 | Entwicklung der Autokinos in Deutschland von 1960 bis 2001 |
| --------------------------------------------------------------------------------------------------- | ---------------------------------------------------------- | ---------------------------------------------------------- | ---------------------------------------------------------- | ---------------------------------------------------------- |
| Jahr                                                                                                |                                                            |                                                            |                                                            | Kinos                                                      |
| 1960                                                                                                | 1960                                                       |                                                            | 1                                                          | 1                                                          |
| 1966                                                                                                | 1966                                                       |                                                            | 2                                                          | 2                                                          |
| 1967                                                                                                | 1967                                                       |                                                            | 4                                                          | 4                                                          |
| 1968                                                                                                | 1968                                                       |                                                            | 9                                                          | 9                                                          |
| 1969                                                                                                | 1969                                                       |                                                            | 17                                                         | 17                                                         |
| 1971                                                                                                | 1971                                                       |                                                            | 18                                                         | 18                                                         |
| 1973                                                                                                | 1973                                                       |                                                            | 19                                                         | 19                                                         |
| 1977                                                                                                | 1977                                                       |                                                            | 20                                                         | 20                                                         |
| 1978                                                                                                | 1978                                                       |                                                            | 21                                                         | 21                                                         |
| 1984                                                                                                | 1984                                                       |                                                            | 18                                                         | 18                                                         |
| Datenquelle: Eigene Zählung Die tatsächliche Anzahl kann minimal höher, aber nicht niedriger liegen |                                                            |                                                            |                                                            |                                                            |

| Entwicklung der Autokinos in Deutschland von 2002 bis heute                                                                                         | Entwicklung der Autokinos in Deutschland von 2002 bis heute | Entwicklung der Autokinos in Deutschland von 2002 bis heute | Entwicklung der Autokinos in Deutschland von 2002 bis heute | Entwicklung der Autokinos in Deutschland von 2002 bis heute |
| --- | ----------------------------------------------------------- | ----------------------------------------------------------- | ----------------------------------------------------------- | ----------------------------------------------------------- |
| Jahr |                                                             |                                                             |                                                             | Bildwände                                                   |
| 2002 | 2002                                                        |                                                             | 33                                                          | 33                                                          |
| 2003 | 2003                                                        |                                                             | 31                                                          | 31                                                          |
| 2004 | 2004                                                        |                                                             | 38                                                          | 38                                                          |
| 2006 | 2006                                                        |                                                             | 36                                                          | 36                                                          |
| 2007 | 2007                                                        |                                                             | 31                                                          | 31                                                          |
| 2008 | 2008                                                        |                                                             | 27                                                          | 27                                                          |
| 2010 | 2010                                                        |                                                             | 25                                                          | 25                                                          |
| 2011 | 2011                                                        |                                                             | 22                                                          | 22                                                          |
| 2012 | 2012                                                        |                                                             | 21                                                          | 21                                                          |
| 2013 | 2013                                                        |                                                             | 20                                                          | 20                                                          |
| 2014 | 2014                                                        |                                                             | 19                                                          | 19                                                          |
| 2015 | 2015                                                        |                                                             | 20                                                          | 20                                                          |
| 2018 | 2018                                                        |                                                             | 18                                                          | 18                                                          |
| 2020 | 2020                                                        |                                                             | 17                                                          | 17                                                          |
| Datenquelle: 2002–2019: Sonderformenstudie der Filmförderungsanstalt (ffa) Ab 2020: Eigene Fortschreibung, 2020 ohne coronabedingte Popup-Autokinos |                                                             |                                                             |                                                             |                                                             |

Diese vergleichsweise wenigen verbliebenen Autokinos erfreuen sich jedoch einer bleibenden und sogar steigenden Anhängerschaft von Nostalgikern und Autofreunden.
| Zuschauerzahlen der Autokinos in Deutschland                               | Zuschauerzahlen der Autokinos in Deutschland | Zuschauerzahlen der Autokinos in Deutschland | Zuschauerzahlen der Autokinos in Deutschland | Zuschauerzahlen der Autokinos in Deutschland |
| -------------------------------------------------------------------------- | -------------------------------------------- | -------------------------------------------- | -------------------------------------------- | -------------------------------------------- |
| Jahr                                                                       |                                              |                                              |                                              | Zuschauer                                    |
| 2002                                                                       | 2002                                         |                                              | 553.534                                      | 553.534                                      |
| 2003                                                                       | 2003                                         |                                              | 532.492                                      | 532.492                                      |
| 2004                                                                       | 2004                                         |                                              | 478.942                                      | 478.942                                      |
| 2005                                                                       | 2005                                         |                                              | 368.618                                      | 368.618                                      |
| 2006                                                                       | 2006                                         |                                              | 351.100                                      | 351.100                                      |
| 2007                                                                       | 2007                                         |                                              | 321.600                                      | 321.600                                      |
| 2008                                                                       | 2008                                         |                                              | 258.524                                      | 258.524                                      |
| 2009                                                                       | 2009                                         |                                              | 318.653                                      | 318.653                                      |
| 2010                                                                       | 2010                                         |                                              | 218.279                                      | 218.279                                      |
| 2011                                                                       | 2011                                         |                                              | 292.078                                      | 292.078                                      |
| 2012                                                                       | 2012                                         |                                              | 285.407                                      | 285.407                                      |
| 2013                                                                       | 2013                                         |                                              | 312.964                                      | 312.964                                      |
| 2014                                                                       | 2014                                         |                                              | 250.621                                      | 250.621                                      |
| 2015                                                                       | 2015                                         |                                              | 330.053                                      | 330.053                                      |
| 2016                                                                       | 2016                                         |                                              | 272.077                                      | 272.077                                      |
| 2017                                                                       | 2017                                         |                                              | 313.445                                      | 313.445                                      |
| 2018                                                                       | 2018                                         |                                              | 285.671                                      | 285.671                                      |
| 2019                                                                       | 2019                                         |                                              | 293.784                                      | 293.784                                      |
| Datenquelle: 2002–2019: Sonderformenstudie der Filmförderungsanstalt (ffa) |                                              |                                              |                                              |                                              |

Die o. g. Zuschauerzahlen entsprechen einem relativ stabilen Marktanteil von 0,3 % in 2002, 0,4 % in 2003, 0,3 % von 2004 bis 2007, 0,2 % von 2008 bis 2016 und wieder 0,3 % in 2017.
Wenngleich stationäre Autokinos in Deutschland immer seltener werden, ist in den vergangenen Jahren ein Trend zu mobilen Autokinos zu beobachten. Oftmals kommen dabei aufblasbare Leinwände zum Einsatz. Die Veranstaltungen sind zeitlich begrenzt und besitzen den Charakter von Events. Die Filmauswahl reicht von aktuellen Blockbustern bis zu Kultfilmen.

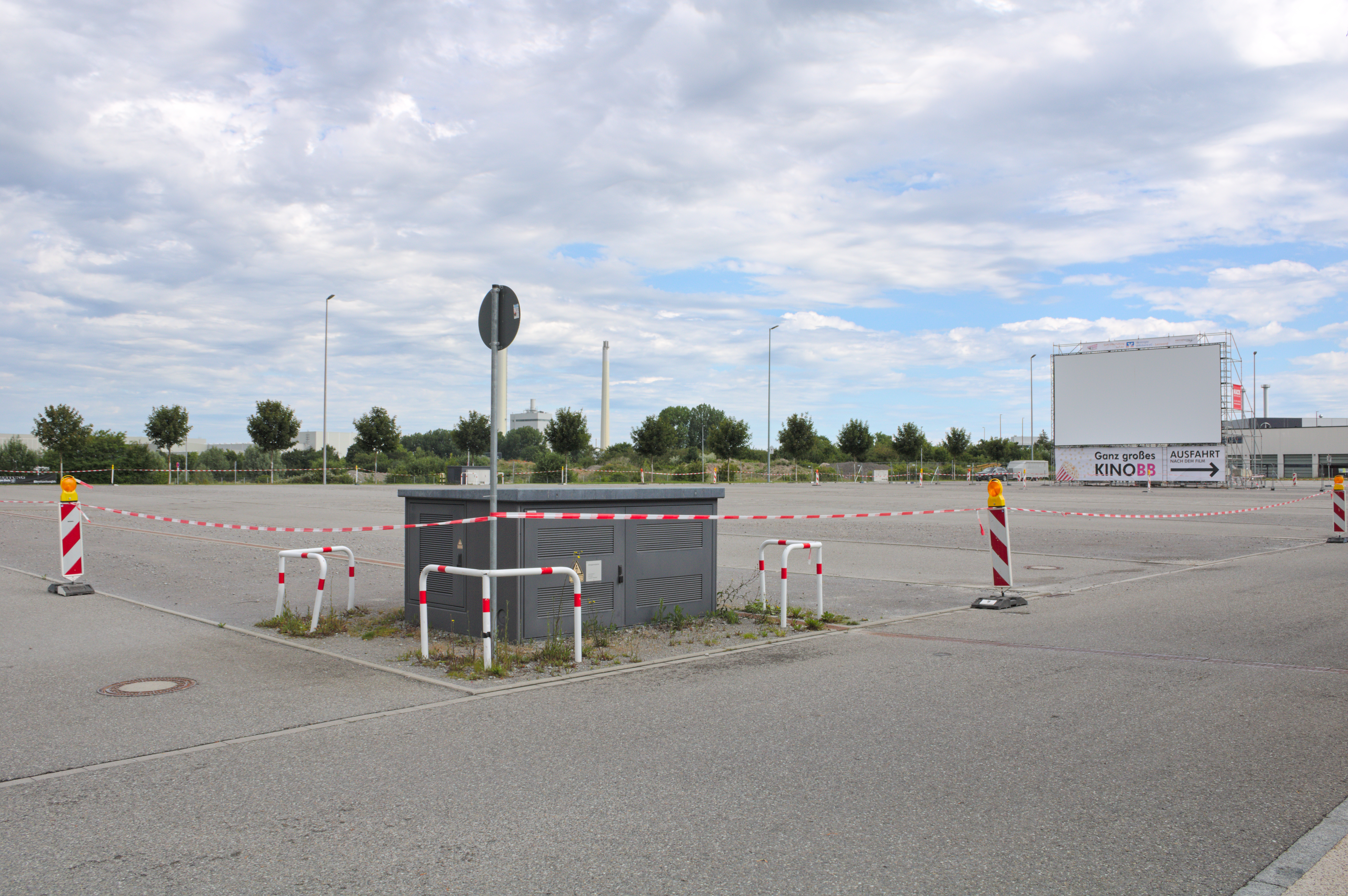
Temporäres Autokino in Flugfeld im Juni 2020

Während der Corona-Krise erlebte Deutschland ein Wiederaufleben des Autokinos. Aufgrund von Allgemeinverfügungen mussten zunächst auch alle noch bestehenden Autokinos schließen. Da sich jedoch Maßnahmen zur Kontaktvermeidung leicht einhalten ließen, hatten die Autokinos in den meisten Bundesländern – zuletzt auch in Bayern und im Saarland – trotz allgemeiner Kontaktbeschränkungen und Schließungen von Lichtspielhäusern und anderen Veranstaltungen Ausnahmegenehmigungen erhalten. Bereits am 18. März 2020 erhielt das Autokino in Kornwestheim eine entsprechende Ausnahmegenehmigung. Das Autokino in Essen-Bergeborbeck folgte am 19. März 2020, Köln-Porz am 3. April 2020 und zuletzt das Autokino Gravenbruch am 20. April 2020. Das Autokino Aschheim musste bis 11. Mai 2020 geschlossen bleiben. Für Nachmittagsvorstellungen mit Kinderprogramm wurden in Köln-Porz und Kornwestheim zusätzliche LED-Bildwände aufgestellt (Porz: 60 m², Kornwestheim: 25 m²).

Darüber hinaus entstanden vielerorts auch temporäre Autokinos, sogenannte „Popup-Autokinos“, die in vielen Fällen von örtlichen Kinobetreibern initiiert wurden. Bundesweit wurden zwischen dem Beginn der Corona-Krise und dem 18. April 2020 mindestens 120 Anträge auf Zuteilung von UKW-Frequenzen für die Tonübertragung in solchen Popup-Autokinos gestellt.
Von den 20 Autokinos Anfang 2020 ist deren Zahl infolge der Covid-19-Pandemie bis Anfang Juni auf etwa 200 gestiegen.

#### Österreich
Das erste Autokino Österreichs wurde am 2. August 1967 mit einer Bildwand (Kino A) eröffnet und 1990 um zwei weitere Bildwände (Kinos B und C) erweitert. Es liegt in Groß-Enzersdorf bei Wien. Im Jahr 2015 musste die Betreibergesellschaft Insolvenz anmelden, seither war es geschlossen. Am 15. Mai 2020 wurde es mit Einlass um 00:01 und Filmstart um 01:01 wiedereröffnet.
Anfang der 1970er Jahre wurde in Pasching, beim im September 1969 eröffneten Einkaufszentrum Plus-Kaufpark, heute PlusCity, südwestlich von Linz ein Autokino eröffnet. der Platz lag später lange Zeit brach. Heute wird an etwa derselben Stelle das Megaplex Pasching betrieben.
2018 begann das Einkaufszentrum Citypark in Graz an mehreren Wochentagen während 4 Wochen ab 6. August 2018 (2019 an 22 Tagen während 5 Wochen ab 1. August) temporär abends Autokino – Grazer Drive-In Cinema – auf dem obersten Parkdeck B4 des Parkhauses West zu veranstalten.
Im Zuge der Distanzierungs-Maßnahmen anlässlich der COVID-19-Pandemie werden Kinos erst am 1. Juli 2020 aufsperren dürfen. Die am 15. Mai in Kraft tretende Änderung zur Lockerungsverordnung durch die Bundesregierung mache die Abhaltung von Autokinos möglich.

Im April 2020 wird seitens der Stadt Linz am Vorhaben gearbeitet, am Urfahraner Marktgelände ein Autokino mit LED-Bildwand einzurichten. Am 17. Mai 2020 wurde in Gunskirchen ein Autokino eröffnet. Innsbrucks erstes Autokino soll am 29. Mai 2020 öffnen und die 3 Sommermonate Juni, Juli, August in einer Kooperation mit dem Metropolkino auf dem Areal der Olympiaworld spielen.

## Technik und Besonderheiten

### Bildwiedergabe

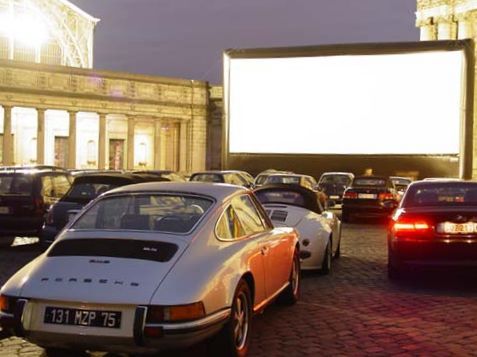
Das Autokino in Brüssel nutzt eine aufblasbare Leinwand

Die Technik zur Bildwiedergabe unterscheidet sich meist nicht wesentlich von der eines herkömmlichen Kinos. Wie in klassischen Kinos auch kamen in der Vergangenheit Projektoren für 35-mm-Filme zum Einsatz, die digitalen Projektoren weichen mussten, da bereits seit Jahren keine Kopien auf 35-mm-Film bereitgestellt werden. Die Digitalisierung ist eine finanzielle Herausforderung vor allem für kleine Autokinos und hat mit zu ihrem Niedergang beigetragen.

Als Projektionsflächen kommen in Autokinos mit Dauerbetrieb in der Regel an Gestellen befestigte feste Bildflächen zum Einsatz. Insbesondere in saisonalen Autokinos und solchen als kurzzeitige Events kommen auch aufblasbare Bildwände zum Einsatz, es kommen aber auch Hauswände in Betracht, wie z. B. beim Autokino in Pratteln in der Schweiz.

In jüngerer Vergangenheit werden auch LED-Bildwände statt Projektionsflächen verwendet. Diese Technik ermöglicht Vorstellungen auch bei Tageslicht und den Verzicht auf ein Projektorhaus, ist jedoch vergleichsweise teuer, so dass derartige Flächen meist deutlich kleiner ausfallen und dementsprechend weniger Zuschauer zulassen. Im deutschsprachigen Raum nutzt derzeit kein Autokino dauerhaft LED-Bildwände. Provisorische Autokinos während der Corona-Krise hingegen nutzen in mehreren Fällen solche Bildwände, um auch Nachmittagsvorstellungen mit Kinderfilmen zu ermöglichen und weil die Kosten für Leih-Bildwände durch den gleichzeitigen Ausfall von Messen und anderen Veranstaltungen weltweit entsprechend geringer sind.

Die digitalisierte Technik ermöglicht es auch den Autokinos, Live-Übertragungen oder sonstige digitale Quellen aufzuführen, so beispielsweise Konzerte, Gottesdienste oder Sport. Insbesondere während der Corona-Krise wird von dieser Möglichkeit reger Gebrauch gemacht.

Die Bildwand von Autokinos ist bei Nutzung von Projektionstechnik bis zu 600 m² groß, je nach Anzahl der Autologen sind sie etwa 15 m hoch und bis zu 40 m breit und damit aus Gründen der Sichtverhältnisse deutlich größer als die Leinwände konventioneller Kinos, die vier bis acht Meter groß sind. Bei der Projektion im Freien ist das Tageslicht ein einschränkender Faktor, so dass bei dieser Technik Vorstellungen erst mit Einbruch der Dunkelheit beginnen können, wenngleich einige Betreiber dies durch riesige, über die Stellplätze gespannte Planen auszugleichen versuchten.
Autokinos mit Projektoren bieten meist einem weit größeren Publikum Platz als Kinosäle und die Anzahl der Stellplätze reicht von einigen 100 bis zu über 1000. Das größte Autokino der Welt war in Newington in Connecticut, das bis zu seiner Schließung 1997 Platz für etwa 4000 Autos bot.

### Tonwiedergabe
Der Ton befindet sich wie im herkömmlichen Kino als Licht- (Dolby, SDDS) oder Magnettonspur auf dem Film oder wird von separaten Datenträgern abgespielt, die dann mit dem Film synchronisiert werden (DTS). Magnetton spielt heute eine untergeordnete Rolle.
Wie im klassischen Kino über fest im Kino montierte Lautsprecher wurde er aber nur in den ersten Jahren der Autokinogeschichte wiedergegeben. Zentral oder einzeln vor den Autos montierte Lautsprecher wurden zuerst von an flexiblen Kabeln angeschlossenen und ins Autofenster einhängbaren Mono-Lautsprechern verdrängt, später von Adapter-Kassetten. In modernen Anlagen wird der Ton über eine UKW-Frequenz übertragen und kann per Autoradio angehört werden. Früher wurden dazu auch Kabel verwendet, die direkt auf die Antenne gesteckt bzw. im Falle von Scheibenantennen geklebt wurden, heute kommen überwiegend FM-Transmitter mit ausreichender Sendeleistung für das gesamte Platzgelände zum Einsatz. Dabei reicht die Autobatterie eines normalen PKW aus, um problemlos einen kompletten Film mit Ton anzusehen. Für Fahrzeuge ohne Radio oder mit einer konstruktiv schwachen elektrischen Anlage (z. B. Oldtimer) werden an der Kasse spezielle tragbare UKW-Radios ausgegeben. Auf diesen sind die Frequenzen der jeweiligen Vorführung voreingestellt und die Stromversorgung erfolgt über eine 230-V-Steckdose, welche bei stationären Autokinos an jedem Stellplatz verfügbar ist. Sollte sich die Fahrzeugbatterie während der Vorstellung zu sehr entladen haben, hält der Kinobetreiber in der Regel entsprechende Ausrüstung bereit, um kostenlos Starthilfe zu geben. Einige Autokinos belassen für Nostalgiker zumindest teilweise auch die alten Mono-Lautsprecher in Betrieb.
Die Übertragung des Tons über UKW macht es möglich, Vorstellungen in einer übersetzten Fassung und im Originalton gleichzeitig stattfinden zu lassen. Jeder Zuschauer kann dabei durch Wahl der entsprechenden Frequenz selber bestimmen, welchen Ton er hören möchte.

### 3D-Technik
Prinzipiell ist es auch in Autokinos möglich, Filmvorführungen in 3D-Technik durchzuführen. Diese wären jedoch nur für Oldtimer geeignet, da die in modernen Autoscheiben integrierten UV-Filter die Betrachtung zunichtemachen.

### Bauliche Besonderheiten
Das Autokino wird meist durch einen Eingang mit einer Drive-in Kasse befahren, an der für jeden Insassen des Autos die Kinokarten gekauft bzw. vorgezeigt werden müssen. Auf dem Gelände vieler Autokinos befindet sich ein Schnellrestaurant, in dem wie in gewöhnlichen Kinos auch Popcorn, Snacks und Getränke angeboten werden. Das Schnellrestaurant befindet sich oft in der Mitte des Geländes und dient dabei gleichzeitig als Vorführraum. Der Verzehr von mitgebrachten Speisen und Getränken ist im Autokino (im Gegensatz zu den meisten gewöhnlichen Kinos) in der Regel erlaubt.

In originär als solchen gebauten Autokinos befindet sich die Bildwand meistens in einer Ecke, besonders bei annähernd quadratischen Grundflächen, oder an der kürzesten Seite des Grundstücks. Die Reihen mit den Autologen sind oft in Bögen vor der Bildwand angelegt, um allen Zuschauern einen guten Blickwinkel auf die Bildwand zu ermöglichen. Damit eine gute Sicht gewährleistet ist, werden die Stellplätze in Autokinos entweder mit Rampen ausgestattet oder der Boden ist leicht wellenförmig, so dass die Vorderräder der Autos etwas erhöht stehen.

In den Wintermonaten müssen die Betreiber mit hohen Energiekosten für mobile Heizungen rechnen; Filmpräsentationen sind durch naturgemäß geringerere Zuschauerzahlen kostspielig. Aus diesem Grunde finden saisonale Autokinos und Autokino-Events vorwiegend in den Frühjahrs- bzw. Herbstmonaten oder im Sommer statt.

### Probleme mit modernen Autos
Die Entwicklung moderner Fahrzeuge und vielfältiger Bauformen bringt Probleme mit sich, die in den frühen Jahren des Autokinos noch unbekannt waren:
- Die zunehmende Verbreitung von SUVs, Vans und Kleinbussen bedingt die besondere Berücksichtigung der Sichtverhältnisse bei der Platzzuweisung, insbesondere bei temporären Autokinos.
- Moderne Fahrzeuge besitzen aus Gründen der Unfallsicherheit, Aerodynamik, aber auch der Optik zunehmend kleinere Fensterflächen, sodass speziell auf der Rückbank kaum mehr die Leinwand ins Blickfeld zu bekommen ist.
- An einigen Fahrzeuge kann das Tagfahrlicht bei eingeschalteter Zündung nicht abgeschaltet werden.
- Viele Autoradios schalten sich zur Batterieschonung nach einer gewissen Zeit (je nach Typ ca. 10–60 Minuten) ab, wenn die Zündung ausgeschaltet ist. Bei einigen Modellen genügt ein Druck auf einen Schalter, teilweise muss aber auch die Zündung kurz eingeschaltet werden.
- Das Auffinden der UKW-Frequenz ohne RDS ist bei einigen Radiomodellen nicht selbsterklärend.
- Moderne Fahrzeuge können zur Korrektur der Laufzeitdifferenz Signalprozessoren besitzen, wodurch sich systembedingt Zeitverzögerungen bis zu ca. 1 Sekunde gegenüber dem ursprünglichen Tonsignal und damit eine Asynchronität zum Bild ergeben kann.

## Auto-Disco
Mit der Corona-Pandemie gibt es auch Autodiscos, Musikdarbietungen von einer Bühne, deren Ton in geparkten Autos mit Silent-Disco-Kopfhörern aufgenommen und abgespielt wird. Es gibt kein Stehtanzen, die Konsumenten sitzen in ihren Autos.
Veranstaltungen dieser Art gab es erstmals in Deutschland am 1. Mai 2020 in Schüttorf (Niedersachsen).

## Autokino-Konzerte
Autokino-Konzerte sind eine weitere bedingt durch die Corona-Pandemie entstandene Veranstaltung.

## Nebennutzungen von Autokinos
Aufgrund der großen verfügbaren Fläche und der Parkplatz-Infrastruktur wird das Areal vieler Autokinos neben dem abendlichen Kinobetrieb auch für andere Veranstaltungen, wie Flohmärkte und Gebrauchtwagenmärkte, genutzt.

## Liste von Autokinos im deutschsprachigen Raum

### Deutschland

#### Autokinos mit ganzjährigem Spielbetrieb
| Name                                    | Ort                                              | Bundesland          | Eröffnung       | Video | Audio                                                   | (Stell-)Plätze | Lage   |
| --------------------------------------- | ------------------------------------------------ | ------------------- | --------------- | --- | ------------------------------------------------------- | -------------- | ------ |
| DriveIn Autokino München-Aschheim       | Aschheim bei München                             | Bayern              | 22. Mai 1969    | ortsfeste Projektionsfläche mit 540 m² (36 m × 15 m), Xenon-Projektor mit 7 kW                                                            | UKW 98,9 MHz                                            | 600            | (Lage) |
| DriveIn Autokino München-Aschheim       | Aschheim bei München                             | Bayern              | 22. Mai 1969    | ortsfeste Projektionsfläche mit 240 m² (24 m × 10 m), Xenon-Projektor mit 4,5 kW                                                          | UKW 99,8 MHz                                            | 250            | (Lage) |
| DriveIn Autokino Essen                  | Essen-Bergeborbeck                               | Nordrhein-Westfalen | Juni 1968       | ortsfeste Projektionsfläche mit 540 m² (36 m × 15 m), Xenon-Projektor mit 7 kW                                                            | UKW 90,0 MHz, optional Lautsprecher in der ersten Reihe | 1000           | (Lage) |
| DriveIn Autokino Köln(-Porz)            | Köln-Porz                                        | Nordrhein-Westfalen | 18. August 1967 | ortsfeste Projektionsfläche mit 540 m² (36 m × 15 m), Laser-Projektor mit 6,7 kW und bis zu 56000 Lumen. Es schloss zum 31. Oktober 2024. | UKW 90,5 MHz                                            | 250            | (Lage) |
| DriveIn Autokino Stuttgart-Kornwestheim | Kornwestheim bei Stuttgart                       | Baden-Württemberg   | 27. Juli 1969   | ortsfeste Projektionsfläche mit 540 m² (36 m × 15 m), Xenon-Projektor mit 7 kW                                                            | UKW 89,0 MHz                                            | 600            | (Lage) |
| DriveIn Autokino Stuttgart-Kornwestheim | Kornwestheim bei Stuttgart                       | Baden-Württemberg   | 27. Juli 1969   | ortsfeste Projektionsfläche mit 240 m² (24 m × 10 m), Xenon-Projektor mit 4,5 kW                                                          | UKW 91,3 MHz                                            | 250            | (Lage) |
| DriveIn Autokino Frankfurt-Gravenbruch  | Neu-Isenburg (Gravenbruch) bei Frankfurt am Main | Hessen              | 29. März 1960   | ortsfeste Projektionsfläche mit 540 m² (36 m × 15 m), Xenon-Projektor mit 7 kW                                                            | UKW 91,5 MHz                                            | 600            | (Lage) |
| DriveIn Autokino Frankfurt-Gravenbruch  | Neu-Isenburg (Gravenbruch) bei Frankfurt am Main | Hessen              | 29. März 1960   | ortsfeste Projektionsfläche mit 240 m² (24 m × 10 m), Xenon-Projektor mit 4,5 kW                                                          | UKW 88,6 MHz                                            | 450            | (Lage) |

#### Saisonale Autokinos
| Name                         | Ort                                                                                    | Bundesland             | Eröffnung                              | Betrieb      | Betrieb      | Video                 | Audio        | (Stell-)Plätze |
| Name                         | Ort                                                                                    | Bundesland             | Eröffnung                              | von          | bis          | Video                 | Audio        | (Stell-)Plätze |
| ---------------------------- | -------------------------------------------------------------------------------------- | ---------------------- | -------------------------------------- | ------------ | ------------ | --------------------- | ------------ | -------------- |
| Autokino Ahlbeck (Seebad)    | Ahlbeck (Heringsdorf) (Usedom) (Lage), Parkplatz an der Grenze Deutschlands nach Polen | Mecklenburg-Vorpommern | nach 1990                              | Sommermonate | Sommermonate | ?                     | UKW          | ?              |
| Autokino Berlin              | Berlin-Schönefeld, Hans-Grade-Allee 54                                                 | Berlin                 | 2003 (Bis 2015 am zentralen Festplatz) | Sommermonate | Sommermonate | LED-Bildwand          | UKW          | 950            |
| Autokino Greifensteine       | Geyer, am Freizeitbad                                                                  | Sachsen                | 1997                                   | April        | Oktober      | 17 m × 7 m            | UKW          | ?              |
| Autokino am Halbendorfer See | Schleife                                                                               | Sachsen                |                                        |              |              | Projektion mit Beamer |              | 100 Plätze     |
| Autokino Usedom              | Koserow (Usedom) (Lage), Parkplatz am FKK-Strand                                       | Mecklenburg-Vorpommern | 1996                                   | Mai          | September    | 180 m²                | UKW          | 150            |
| Autokino Langenhessen        | Langenhessen, an der Koberbach-Talsperre                                               | Sachsen                | 1991 (Zuvor bereits als Freiluftkino)  | März         | November     | 3 Bildwände           | UKW          | insgesamt 200  |
| Autokino Alte Messe Leipzig  | Leipzig, Alte Messe                                                                    | Sachsen                | 2002                                   | Sommermonate | Sommermonate | ?                     | UKW          | 200            |
| Autokino Prora               | Prora/Binz (Rügen)                                                                     | Mecklenburg-Vorpommern | ?                                      | Frühjahr     | Sommer       | ?                     | UKW 87,8 MHz | ?              |

#### Autokinos als wiederkehrende Events

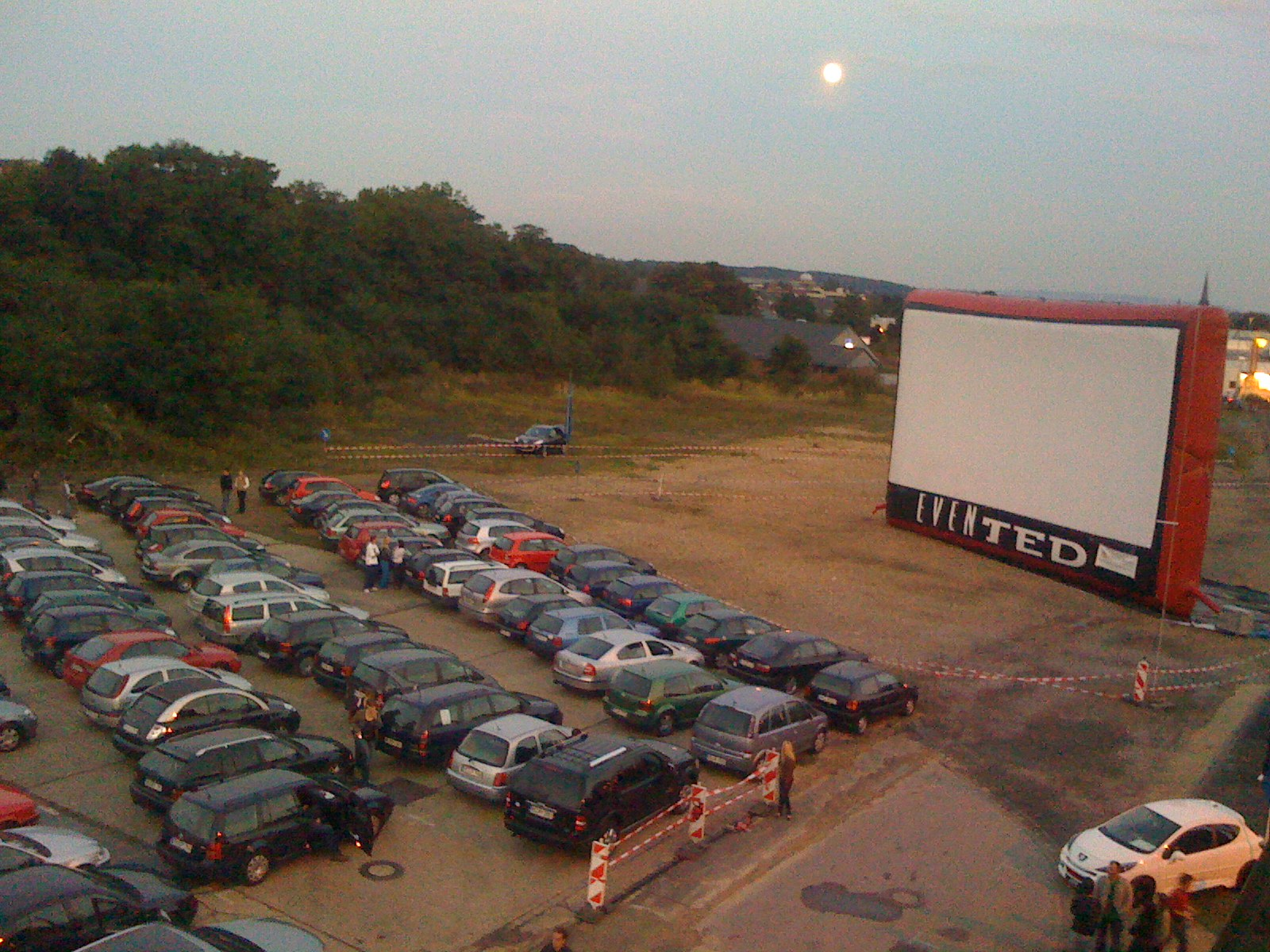
Mobiles Autokino in Hückelhoven (NRW) – Leinwandgröße 16 × 8 m

| Name                                        | Ort                                                                         | Bundesland          | Termin                                                                 | Video                           | (Stell-)Plätze |
| ------------------------------------------- | --------------------------------------------------------------------------- | ------------------- | ---------------------------------------------------------------------- | ------------------------------- | -------------- |
| Autokino GMHütte                            | Georgsmarienhütte, Veranstaltungsgelände Potthoffs Feld im Oeseder Zentrum. | Niedersachsen       | meist Juli                                                             | 200 m² (20 m × 10 m) aufblasbar | 180            |
| Hückelhovener Autokino-Nacht                | Hückelhoven, Schacht 3 der Zeche Sophia-Jacoba                              | Nordrhein-Westfalen | zweites Wochenende im September                                        | 128 m² (16 m × 8 m) aufblasbar  | 400            |
| Autokino im Weltkulturerbe Völklinger Hütte | Völklingen, Weltkulturerbe Völklinger Hütte                                 | Saarland            | Jährlich vier Abende ab Donnerstag vor dem ersten Sonntag im September | 264 m² (24 m × 11 m) aufblasbar | 500            |
| Autoflimmern am Dallenberg                  | Würzburg, Dallenbergbad-Parkplatz                                           | Bayern              | Jährlich an wechselnden Terminen im Oktober                            | aufblasbar                      | 400            |

#### Temporär während der Corona-Krise 2020 geschaffene Autokinos

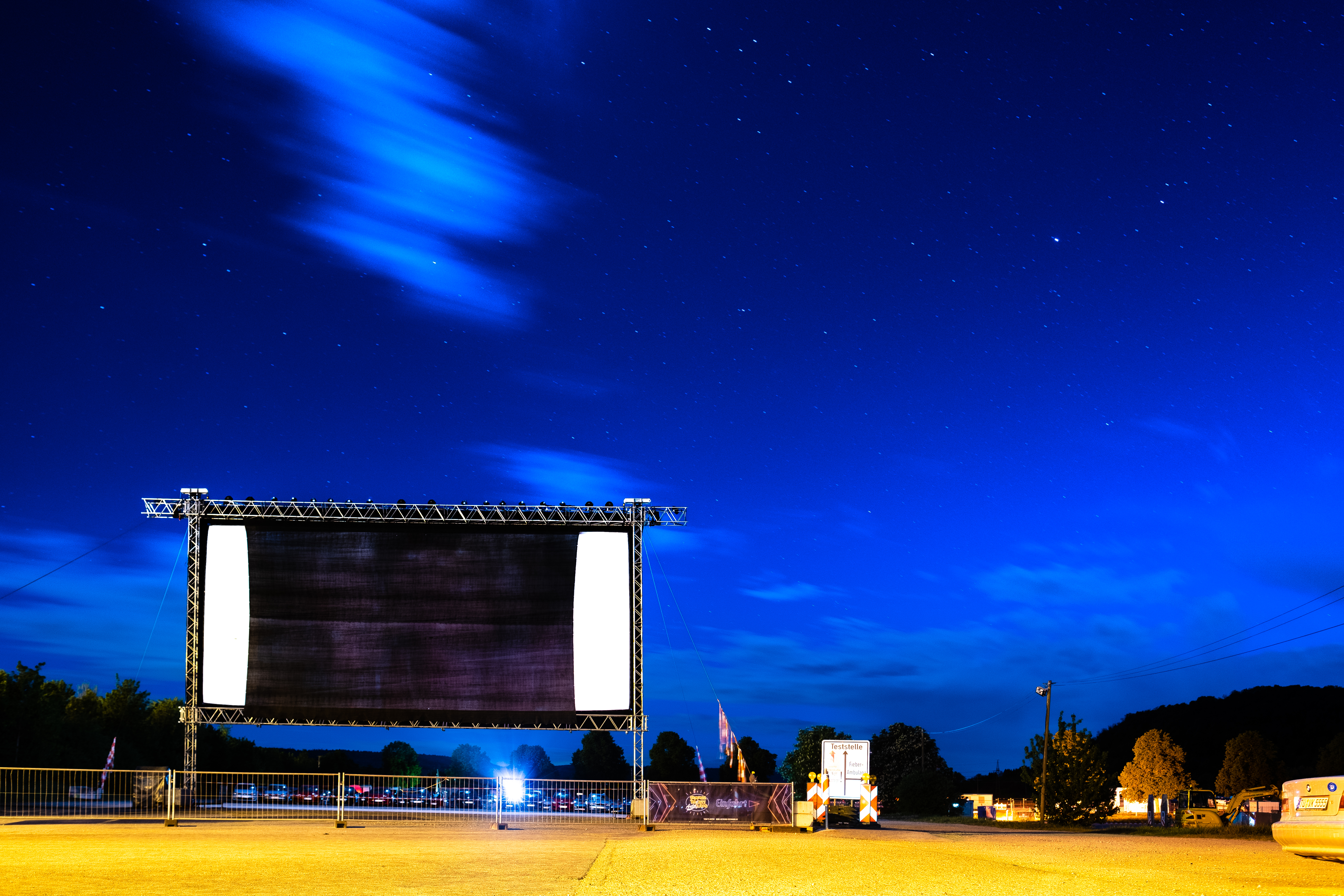
Autokino in Tübingen

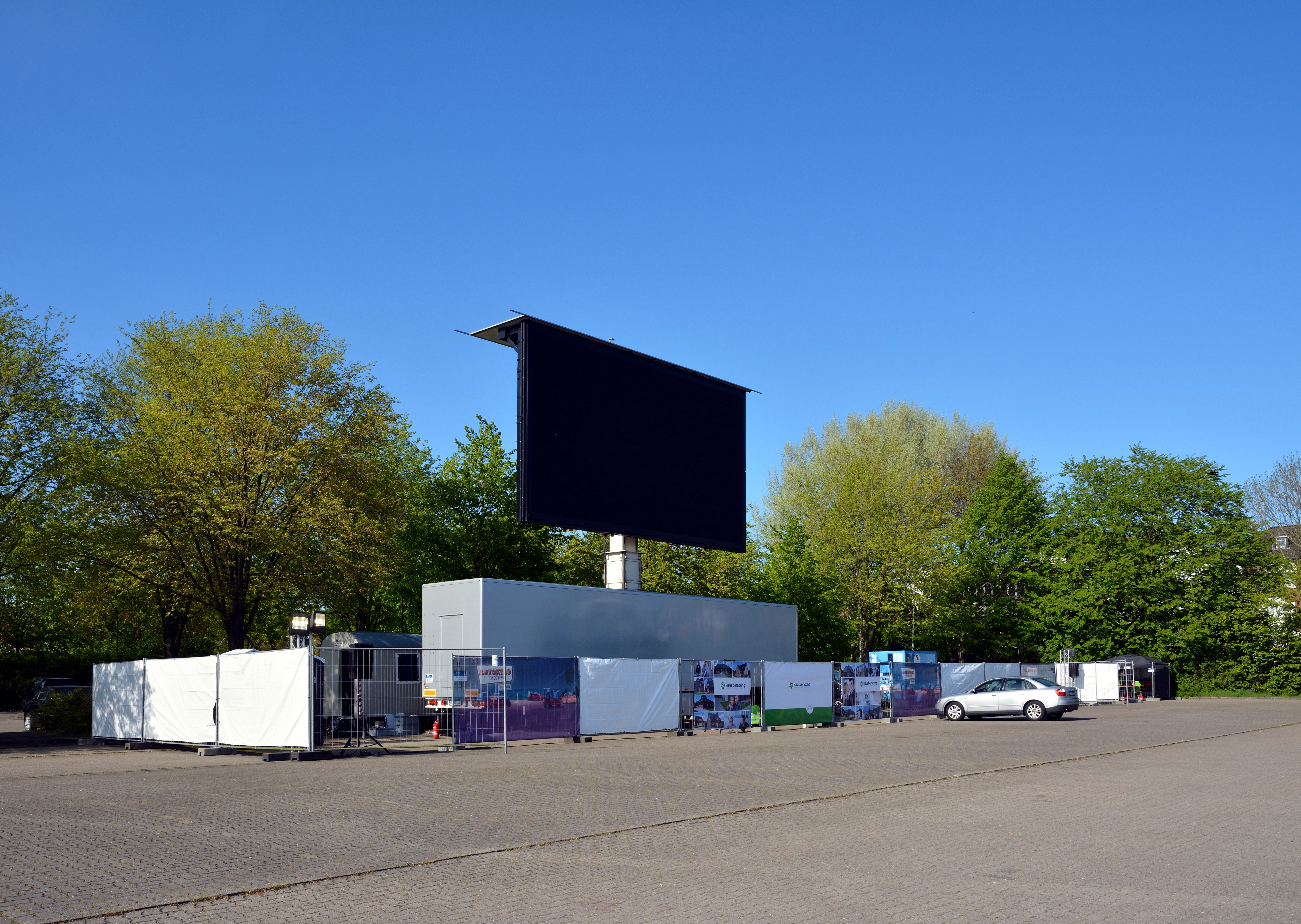
Temporäres Autokino in Itzehoe

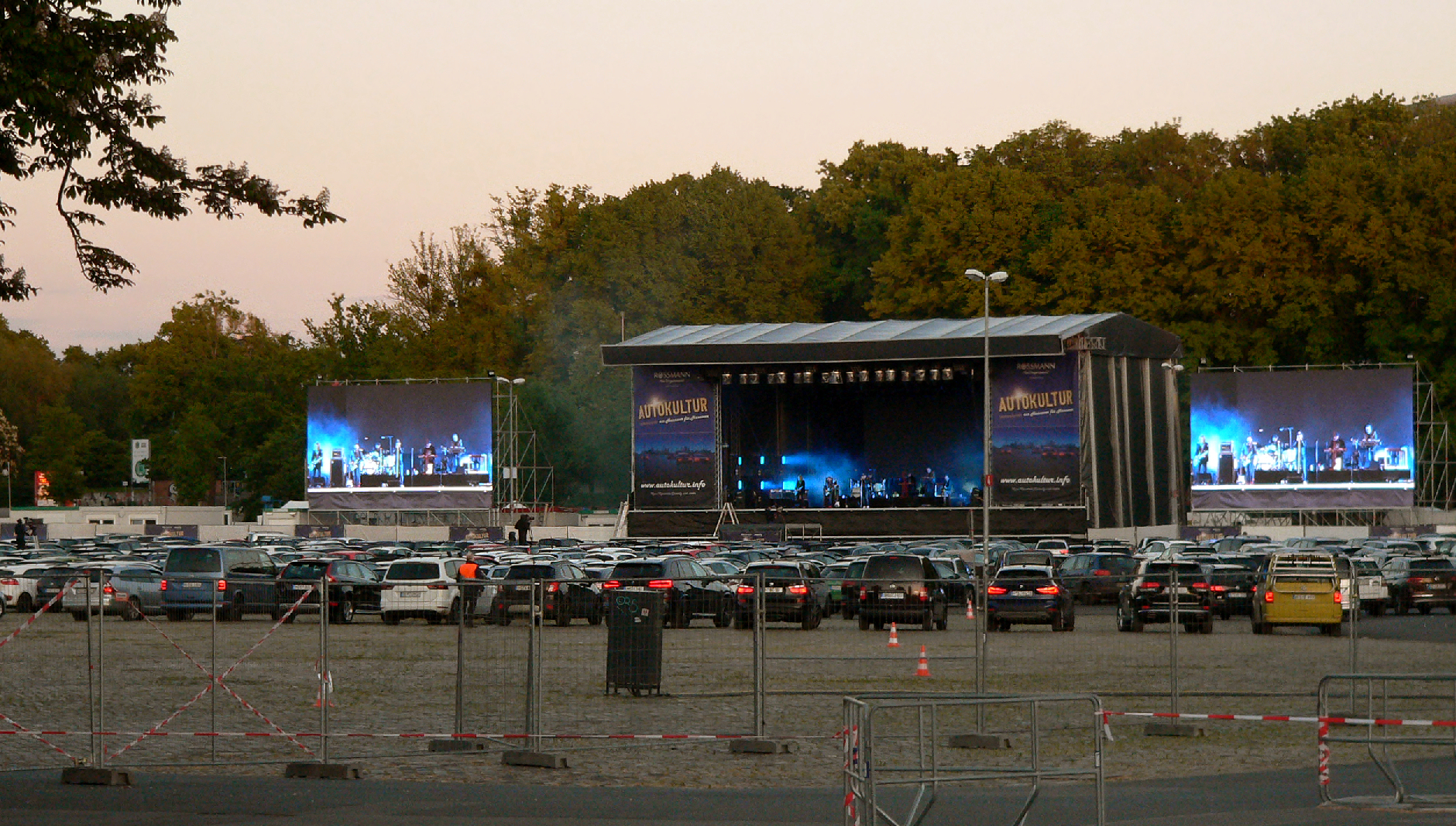
Konzertbühne auf dem Schützenplatz Hannover

Mit der Schließung aller Veranstaltungsorte im März 2020 waren die bestehenden Autokinos die einzige Möglichkeit, unter Beachtung der Hygieneregeln Filme außerhalb der eigenen Wohnung zu sehen. So entstanden nach und nach temporär Autokinos mit besonderen Auflagen, wobei zumeist auf Abendkasse und gastronomische Angebote verzichtet werden muss, Tickets müssen online gekauft und durch die Scheibe des Autos gescannt werden, die Autos dürfen nur im Notfall verlassen werden. Im Sommer 2020 fanden viele Schulabschlussfeiern in Autokinos statt. Die Abitur-Feier der Europäischen Schule München fand z. B. im Autokino Aschheim statt. Auch die Abiturienten in Apolda und des Bruchsaler Gymnasiums St. Paulusheim bekamen ihre Zeugnisse im Autokino.
| Ort                      | Bundesland          | Standort                                                                                                  | eröffnet       | geschlossen bzw. geplant bis                             | Anmerkungen |
| ------------------------ | ------------------- | --- | -------------- | -------------------------------------------------------- | --- |
| Aachen                   | Nordrhein-Westfalen | Bendplatz                                                                                                 | 18. April 2020 | 1. Juni 2020                                             | Bildwand: 120 m² LED, 300 Plätze, auch Nachmittagsvorstellungen |
| Ahaus                    | Nordrhein-Westfalen | BBS Parkplatz Ahaus                                                                                       | 23. April 2020 | 3. Mai 2020                                              | |
| Alsdorf                  | Nordrhein-Westfalen | REWE-Parkplatz Neuweiler                                                                                  | 26. April 2020 | 18. Mai 2020                                             | Bildfläche 128 m² aufblasbar, UKW 103,1 MHz, am 14. Mai zum 18. Mai wegen Vandalismus abgebrochen. |
| Aschaffenburg            | Bayern              | Volksfestplatz                                                                                            | 29. Mai 2020   | 28. Juni 2020 (ursprünglich geplant bis 31. August 2020) | |
| Auenwald                 | Baden-Württemberg   | Parkplatz hinter der Auenwaldhalle in Unterbrüden, Beaurepairestraße (Lage)                               | 1. Mai 2020    | -                                                        | UKW-Frequenz 95,7 MHz, auch Live-Comedy und Gottesdienst |
| Augsburg                 | Bayern              | Messe Augsburg                                                                                            | 9. Juni 2020   | -                                                        | 2 Leinwände, 480 Plätze, auch Konzerte, Comedy, Live-Shows |
| Bad Homburg              | Hessen              | Technisches Rathaus                                                                                       | 20. Mai 2020   | -                                                        | 82 Plätze |
| Bad Mergentheim          | Baden-Württemberg   | Parkplatz des Wildparks Bad Mergentheim                                                                   | 30. April 2020 | 14. Juni 2020 (ursprünglich geplant bis 6. Mai 2020)     | Bildfläche 50 m², UKW 104,7 MHz |
| Baunatal                 | Hessen              | Auf dem alten Festplatz                                                                                   | 29. April 2020 | -                                                        | LED-Technik, auch Nachmittagsvorstellungen, 135 Plätze, Zufahrt nur über Altenritter Straße, veranstaltet von der Cineplex Gruppe                                                                                          |
| Bensheim                 | Hessen              | Parkplatz des Luxor-Filmpalasts{                                                                          | 29. April 2020 | -                                                        | - |
| Bestwig                  | Nordrhein-Westfalen | Fort Fun Abenteuerland                                                                                    | 12. April 2020 | 17. Mai 2020                                             | - |
| Bielefeld                | Nordrhein-Westfalen | Radrennbahn                                                                                               | 30. April 2020 | 23. Mai 2020                                             | Aufblasbare Bildwand 12 m × 6 m, 170 Plätze |
| Bonn                     | Nordrhein-Westfalen | Immenburgstraße/Hein-Moeller-Straße Nähe Heizkraftwerk Nord, ehem. Schlachthof bzw. Bordell/Straßenstrich | 14. Mai 2020   | -                                                        | Konzert von Heino am 15. Mai 2020 |
| Borken                   | Nordrhein-Westfalen | ? | ?              | -                                                        | auch Klassikkonzerte |
| Bremen                   | Bremen              | Bürgerweide                                                                                               | 22. Mai 2020   | -                                                        | Leinwand 530 m², 650 Plätze, UKW 95,2 MHz |
| Bremen                   | Bremen              | Freifläche hinter der Waterfront                                                                          | 25. Mai 2020   | 31. August 2020                                          | 250 Plätze, UKW 88,8 MHz |
| Buchholz i. d. Nordheide | Niedersachsen       | Parkplatz hinter Möbel Kraft, Zufahrt über Maurerstraße                                                   | 20. Mai 2020   | -                                                        | Leinwand 200 m², 200 Plätze, UKW 92,7 MHz |
| Büdingen                 | Hessen              | Festplatz Düdelsheim                                                                                      | 20. Mai 2020   | -                                                        | 140 Plätze |
| Chemnitz                 | Sachsen             | Parkplatz der Chemnitz Arena (Lage)                                                                       | 22. April 2020 | 25. Juni 2020                                            | 230 Plätze, auch Musik, Kabarett, Poetry Slam, Puppentheater oder Live-Reisereportagen |
| Coesfeld                 | Nordrhein-Westfalen | Parkplatz der Diskothek Fabrik                                                                            | 10. April 2020 | -                                                        | 160 Plätze |
| Dettelbach               | Bayern              | Parkplatz des Cineworld                                                                                   | 20. Mai 2020   |                                                          | LED-Bildwand |
| Dresden                  | Sachsen             | Parkplatz P4 am Flughafen                                                                                 | 24. April 2020 | -                                                        | 350 Plätze, vier große LED-Wände, UKW 94,5 MHz, Nachmittagsvorstellungen, ganzwöchige Vorstellung inklusive Liveprogramm                                                                                                   |
| Dresden                  | Sachsen             | Ostragehege, Flutrinne an der Messe Dresden                                                               | 12. Mai 2020   | 30. Juni 2020                                            | Bildwand: 33,5 m × 15 m (502,5 m²), 500 Plätze |
| Dortmund                 | Nordrhein-Westfalen | Phoenix-West                                                                                              | 17. April 2020 | mindestens 16. Mai 2020                                  | 250 Plätze |
| Düsseldorf               | Nordrhein-Westfalen | Messeparkplatz P1, Feld 5                                                                                 | 8. April 2020  | -                                                        | 400 m², UKW 92,6 MHz, Konzert von Alligatoah am 24. April 2020, Konzert von Sido am 26. April 2020 Am 5. Mai 2020 fanden drei Trauungen auf dem Gelände statt. Die erste Trauung übernahm Oberbürgermeister Thomas Geisel. |
| Duisburg                 | Nordrhein-Westfalen | Parkplatz P4 der MSV-Arena                                                                                | 17. April 2020 | 10. Mai 2020                                             | - |
| Elmshorn                 | Schleswig-Holstein  | Buttermarkt (Lage),                                                                                       | 14. Mai 2020   | 17. Mai 2020                                             | UKW 88,1 MHz, veranstaltet durch das Stadtmarketing Elmshorn, alle 4 Vorstellungen waren bereits am 9. Mai 2020 ausverkauft                                                                                                |
| Eschwege                 | Hessen              | Festplatz Werdchen, Mangelgasse                                                                           | 30. April 2020 | -                                                        | LED-Technik, auch Nachmittagsvorstellung, veranstaltet von der Cineplex Gruppe |
| Eschweiler               | Nordrhein-Westfalen | Drieschplatz                                                                                              | 26. April 2020 | -                                                        | Kleinkunsttheater mit Autokino-Technik |
| Essen                    | Nordrhein-Westfalen | Grugahalle                                                                                                | 18. April 2020 | 10. Mai 2020                                             | Kapazität: 180 Autos, Frequenz: 88,3 MHz |
| Essen                    | Nordrhein-Westfalen | Flughafen Essen-Mülheim                                                                                   | 21. April 2020 | Sommer 2020                                              | Kapazität: 240 Autos, Frequenz: 93,7 MHz |
| Esslingen am Neckar      | Baden-Württemberg   | Neckar-Center (Parkdeck)                                                                                  | 22. April 2020 | -                                                        | insgesamt ~200 Autos, 44 m² Leinwand, seit 30.5.: 2. Leinwand 140 m², UKW 93,4/98,5 MHz, veranstaltet durch das Kommunale Kino Esslingen, Bericht in der SWR Landesschau Baden-Württemberg, 2. Mai 2020                    |
| Ettlingen                | Baden-Württemberg   | Dickhäuterplatz                                                                                           | ?              | ?                                                        | - |
| Flensburg                | Schleswig-Holstein  | Parkplatz vor der Campushalle (Lage)                                                                      | 13. Mai 2020   | -                                                        | Leinwand 80 m², 100–120 Plätze, UKW 91,6 MHz, Mi bis So ab 21:30 Uhr, Fr + Sa ab 0 Uhr |
| Friedrichshafen          | Baden-Württemberg   | Messe Friedrichshafen (indoor, ZEPPELIN CAT Halle A1)                                                     | 30. April 2020 | Sommer 2020                                              | - |
| Freiburg im Breisgau     | Baden-Württemberg   | Messe Freiburg                                                                                            | 7. Mai 2020    | Ende Juni 2020                                           | LED-Bildwand mit 100 m² |
| Geestland-Depstedt       | Niedersachsen       | Parkplatz Metro                                                                                           | 11. Mai 2020   | 31. August 2020                                          | 130 Plätze, UKW 88,8 MHz |
| Gießen                   | Hessen              | Hessenhalle                                                                                               | 13. Mai 2020   | -                                                        | Konzerte von Revolverheld |
| Gronau                   | Nordrhein-Westfalen | Bahnhof (Ersatz für Ahaus)                                                                                | 7. Mai 2020    | 17. Mai 2020                                             | - |
| Hamburg                  | Hamburg             | Heiligengeistfeld, Trabrennbahn, Hafencity, Messe, evtl. noch weitere Standorte                           | Anfang Juni    | -                                                        | auch Konzerte etc. geplant, pro Auto sind maximal nur 2 Personen aus einem Haushalt erlaubt |
| Hannover                 | Niedersachsen       | Parkplatz P29 am Messegelände                                                                             | 8. Mai 2020    | -                                                        | UKW 93,5 MHz, ab 7. Mai 2020 auch Kinderfilme. Konzerte und Comedy auf dem Schützenplatz |
| Hatten                   | Niedersachsen       | Platz vor dem Freibad                                                                                     | 24. April 2020 | 31. Mai 2020                                             | - |
| Hechingen                | Baden-Württemberg   | Weihergelände                                                                                             | 2. Mai 2020    | -                                                        | auch Gottesdienste |
| Heide                    | Schleswig-Holstein  | Platz vor dem Heider Fernsehturm                                                                          | 15. Mai 2020   | 31. August 2020                                          | LED-Bildwand 110 m², UKW 88,6 MHz, täglich 2× Autokino, Fr und Sa zusätzl. Autodisco |
| Heilbronn                | Baden-Württemberg   | Theresienwiese                                                                                            | 17. April 2020 | -                                                        | LED-Technik, 300 Plätze, auch Konzerte (z. B. von Michael Patrick Kelly) |
| Hemer                    | Nordrhein-Westfalen | Sauerlandpark                                                                                             | 18. April 2020 | 17. Mai 2020                                             | - |
| Herborn                  | Hessen              | Festplatz Herborn                                                                                         | 29. Mai 2020   | Auftritt von Mundstuhl am 30. Mai 2020                   | |
| Herne                    | Nordrhein-Westfalen | Am Revierpark                                                                                             | 10. April 2020 | -                                                        | LED-Bildwand 6 m × 3,5 m |
| Hildesheim               | Niedersachsen       | Schützenplatz                                                                                             | 14. Mai 2020   | 12. Juli 2020                                            | auch Gottesdienste, Theater und Konzerte |
| Homberg (Efze)           | Hessen              | Ostpreußen-Kaserne                                                                                        | 14. Mai 2020   | -                                                        | LED-Bildwand |
| Husum                    | Schleswig-Holstein  | Parkplatz des NordseeCongressCentrums am Messeplatz                                                       | 8. Mai 2020    | -                                                        | LED-Bildwand 30 m², 80 Plätze, UKW 88,6 MHz, täglich ab 20:30 Uhr, an Wochenenden zusätzl. Kinderfilme ab 16:30 Uhr |
| Ingolstadt               | Bayern              | Festplatz                                                                                                 | -              | -                                                        | auch Konzerte, z. B. von Alligatoah am 5. Mai 2020 |
| Itzehoe                  | Schleswig-Holstein  | Malzmüllerwiesen (Lage)                                                                                   | 8. Mai 2020    | 7. Juni 2020                                             | LED-Bildwand, 150 Plätze, UKW 96,9 MHz, täglich 2 Vorstellungen ab 19 Uhr, ab 10. Mai auch Gottesdienste |
| Jena                     | Thüringen           | Parkplatz am Jenzigweg 33                                                                                 | 17. Mai 2020   | 28. Juni 2020                                            | LED-Bildwand, 200 Plätze, UKW 99,7 MHz, Ticketverkauf nur online, keine Abendkasse |
| Karlsruhe                | Baden-Württemberg   | Parkplatz vom XXXL Mann Mobilia                                                                           | 22. April 2020 | -                                                        | organisiert vom Kammertheater Karlsruhe, auch Nachmittagsvorstellungen und Konzerte (z. B. von Max Giesinger am 29. Mai 2020)                                                                                              |
| Kassel                   | Hessen              | Messeplatz Schwanenwiese                                                                                  | 29. April 2020 | -                                                        | 250 Plätze, veranstaltet vom Zusammenschluss Kasseler Kinos |
| Kleve                    | Nordrhein-Westfalen | Tichelpark                                                                                                | 13. April 2020 | -                                                        | LED-Technik, auch Nachmittagsvorstellungen |
| Köln-Vogelsang           | Nordrhein-Westfalen | Wassermannshalle                                                                                          | 25. April 2020 | -                                                        | LED-Bildwand 18 m × 9 m, 220 Plätze |
| Korbach                  | Hessen              | - | -              | -                                                        | Aufblasbare Leinwand, 14 × 7 Meter |
| Krefeld                  | Nordrhein-Westfalen | Sprödentalplatz                                                                                           | 20. April 2020 | 18. Mai 2020                                             | LED-Technik, auch Nachmittagsvorstellungen |
| Lauterbach (Hessen)      | Hessen              | Parkplatz – An der Bleiche                                                                                | 10.06.2020     | 13.06.2020                                               | LED-Technik mit 3 Leinwänden, 6 Filme und eine Autodisco, ca. 60 Stellplätze, UKW-Frequenz 98,3, www.autokino-lauterbach.de                                                                                                |
| Limbach-Oberfrohna       | Sachsen             | Verkehrsübungsplatz an der Kellerwiese                                                                    | 15. April 2020 | -                                                        | LED-Leinwand, Vorstellungen von donnerstags-sonntags, ca. 70 Plätze |
| Lippstadt                | Nordrhein-Westfalen | Hella-Parkplatz Lichtkanal                                                                                | 10. April 2020 | -                                                        | - |
| Mainz                    | Rheinland-Pfalz     | Messegelände                                                                                              | 7. Mai 2020    | -                                                        | - |
| Marburg                  | Hessen              | Messeplatz Afföller                                                                                       | 30. April 2020 | -                                                        | LED-Bildwand: 15 m × 6 m, 150–200 Plätze, am Wochenende auch Nachmittagsvorstellungen |
| Marl                     | Nordrhein-Westfalen | Marler Str. 321                                                                                           | 6. April 2020  | -                                                        | rund 400 Plätze |
| Mettmann                 | Nordrhein-Westfalen | Neanderbad                                                                                                | 18. April 2020 | -                                                        | - |
| Mönchengladbach          | Nordrhein-Westfalen | Messegelände Nordpark                                                                                     | 16. April 2020 | -                                                        | - |
| Mönchengladbach          | Nordrhein-Westfalen | Trabrennbahn (Krefelder Str. 820, Stallgelände)                                                           | 22. April 2020 | 9. Juni 2020                                             | - |
| Münster                  | Nordrhein-Westfalen | Halle Münsterland                                                                                         | 16. April 2020 | 1. Juli 2020                                             | 300 Plätze; organisiert von den drei örtlichen Kinos in Münster. Aufblasbare 130 m² AIRSCREEN-Leinwand. UKW-Frequenz 102,2.                                                                                                |
| Nürnberg                 | Bayern              | Parkplatz P31 am Flughafen Albrecht Dürer Nürnberg                                                        | 16. Mai 2020   | 30. September 2020                                       | LED-Bildwand >100 m², 230 Plätze, UKW 91,9 MHz |
| Nürnberg                 | Bayern              | Parkplatz S1 am Max-Morlock-Stadion                                                                       | 30. Mai 2020   | -                                                        | 180 Plätze, UKW 106,0 MHz |
| Oldenburg                | Niedersachsen       | Parkplatz Weser-Ems-Hallen                                                                                | 21. Mai 2020   | 3. Juni 2020 ursprünglich geplant bis 31. Mai 2020       | Leinwand 130 m², rund 200 Plätze, UKW 88,9 MHz |
| Pforzheim                | Baden-Württemberg   | Messplatz                                                                                                 | 8. Mai 2020    | -                                                        | Bildwand 14 m × 8 m |
| Pfullingen               | Baden-Württemberg   | „Arbach Nord“ Pfullingen                                                                                  | 8. Mai 2020    | 30. August                                               | 200 Plätze, LED-Wand 9 m × 4,5 m, Vorstellungen täglich 15 und 19 Uhr |
| Ratzeburg                | Schleswig-Holstein  | Parkplatz vor dem Rathaus                                                                                 | 7. Mai 2020    | -                                                        | Leinwand, 60 Plätze, UKW 96,9 MHz |
| Remscheid                | Nordrhein-Westfalen | Schützenplatz                                                                                             | 26. April 2020 | 6. Juni 2020                                             | eröffnet vom Oberbürgermeister Burkhard Mast-Weisz, Konzert von Kasalla am 22. Mai 2020 |
| Rheinbach                | Nordrhein-Westfalen | Industriegebiet, Gelände der Firma WOTEC                                                                  | 30. April 2020 | -                                                        | 90 Plätze |
| Rheine                   | Nordrhein-Westfalen | Kirmesplatz                                                                                               | 11. April 2020 | 19. April 2020                                           | - |
| Rheine                   | Nordrhein-Westfalen | VEGA-Firmengelände (Ersatz für Kirmesplatz Rheine)                                                        | 8. Mai 2020    | 2. Juni 2020                                             | - |
| Schorndorf               | Baden-Württemberg   | Parkplatz Gottlob-Bauknecht-Straße                                                                        | 8. Mai 2020    |                                                          | Betreiber: Lochmann Filmtheaterbetriebe |
| Solingen                 | Nordrhein-Westfalen | Weyersberg                                                                                                | 30. April 2020 | 1. Juni 2020                                             | 150 Plätze |
| Speyer                   | Rheinland-Pfalz     | Parkplatz des Technik-Museum Speyer                                                                       | 30. April 2020 | -                                                        | 175 Plätze |
| Stadtallendorf           | Hessen              | Herrenwaldstadion                                                                                         | 14. Mai 2020   | -                                                        | - |
| Stendal                  | Sachsen-Anhalt      | Flugplatz Borstel                                                                                         | 15. Mai 2020   | -                                                        | - |
| Stuhr-Brinkum            | Niedersachsen       | hinter der BMÖ-Tankstelle an der Bremer Straße 112                                                        | 24. April 2020 | -                                                        | Leinwand 200 m², 250 Plätze, UKW 99,1 MHz |
| Taunusstein              | Hessen              | Am Gewerbegebiet „Orlener Stock“                                                                          | 30. April 2020 | -                                                        | Cinemascope-LED-Bildwand 120 m², 240 Plätze, auch Nachmittagsvorstellung |
| Trier                    | Rheinland-Pfalz     | Messepark                                                                                                 | -              | -                                                        | - |
| Tübingen                 | Baden-Württemberg   | Festplatz                                                                                                 | 29. April 2020 | 12. Mai 2020                                             | 190 Plätze |
| Ulm                      | Baden-Württemberg   | Volksfestplatz                                                                                            | 30. April 2020 | -                                                        | - |
| Vechta                   | Niedersachsen       | Stoppelmarkt                                                                                              | 24. April 2020 | -                                                        | 160 Plätze, UKW 87,9 MHz |
| Verden (Aller)           | Niedersachsen       | Parkplatz Magic Park                                                                                      | 15. Mai 2020   | -                                                        | 320 Plätze, Leinwand 235 m², UKW 95,2 MHz |
| Viernheim                | Baden-Württemberg   | Parkplatz des Rhein-Neckar-Zentrums                                                                       | 2. Mai 2020    | -                                                        | LED-Bildwand 76 m², 225 Plätze |
| Wächtersbach             | Hessen              | Messe Wächtersbach                                                                                        | 15. Mai 2020   | -                                                        | 350 Plätze |
| Waldshut                 | Baden-Württemberg   | Chilbiplatz                                                                                               | 2. Mai 2020    | -                                                        | - |
| Warendorf                | Nordrhein-Westfalen | Teutemacher Gelände                                                                                       | 23. April 2020 |                                                          | 200 Plätze |
| Wehr                     | Baden-Württemberg   | Parkplatz Ludin Park                                                                                      | 15. Mai 2020   | 24. Mai 2020                                             | |
| Wertheim                 | Baden-Württemberg   | Parkplatz Schlößchen im Hofgarten                                                                         | 8. Mai 2020    | -                                                        | LED-Bildwand, 107,4 MHz |
| Willich                  | Nordrhein-Westfalen | Schützenplatz                                                                                             | 11. April 2020 | -                                                        | LED-Bildwand 14 m × 8 m, UKW 92,3 MHz, auch Nachmittagsvorstellungen |
| Würselen                 | Nordrhein-Westfalen | Aachener Event Center, nähe Kfz-Zulassungsstelle                                                          | 1. Mai 2020    | -                                                        | 100 Plätze |
| Würzburg                 | Bayern              | Dallenbergbad-Parkplatz                                                                                   | 15. Mai 2020   |                                                          | Autoflimmern am Dallenberg, 94,5 MHz |
| Wuppertal                | Nordrhein-Westfalen | Carnaper Platz                                                                                            | 7. Mai 2020    | -                                                        | 250 Plätze |

Sangerhausen           Sachsen-Anhalt    Walkmühle / Kupferhütte   22. Mai 2020

### Schweiz
- Hinwil ZH: Drive-In Movies
- Aargau: Autokino Muri
- Basel-Landschaft: Cinema Drive-In

### Österreich
Im Zuge der COVID-19-Pandemie kam es um das Jahr 2020 zu einem kleinen Boom an Autokinos in Österreich. So wurde nicht nur das bereits 1967 als erstes Autokino Europas eröffnete Autokino Wien wiedereröffnet, sondern es entstanden auch temporäre Autokinos in Niederösterreich (Auto Kunst Kino (Autokino VAZ St.Pölten)), Oberösterreich (Autokino Messe Wels und Autokino und Open Air Urfahraner Marktgelände), Tirol (Autokino Olympiaworld Innsbruck), Vorarlberg (Auto-Kino Bludenz) und der Steiermark (Cineplexx Drive-In Cinema Graz). Letzteres wurde bereits 2018 als Autokino am Grazer Messegelände eröffnet. Bereits ein Jahr bevor die Pandemie Europa erreicht hatte, hatten am Dach des Einkaufszentrums Citypark in Graz die Betreiber des 2018 eröffneten Autokinos in Zusammenarbeit mit der Kinokette Dieselkino von 1. August bis 7. September 2019 ihr temporäres Autokino eingerichtet. Im Jahr davor war das Autokino am Dach des Citypark von 8. August bis 8. September 2018 geöffnet.
| Name          | Ort             | Bundesland       | Eröffnung                                   | Video                                       | Audio | (Stell-)Plätze | Lage   |
| ------------- | --------------- | ---------------- | ------------------------------------------- | ------------------------------------------- | ----- | -------------- | ------ |
| Autokino Wien | Groß-Enzersdorf | Niederösterreich | 2. August 1967 Wiedereröffnung 15. Mai 2020 | ortsfeste Projektionsfläche mit über 500 m² | UKW   | 800            | (Lage) |